# Alita (компания)
Alita (Алита́; VSE: ALT1L) — литовская компания, занимающаяся производством алкогольных напитков. Главный офис компании расположен в Алитусе.

## Деятельность компании
Предприятие основано в 1963 году, первоначально производились плодово-ягодные вина.
К 1 июня 2003 на предприятии было изготовлено 45 647 312 декалитров (или 655,4 млн. бутылок) различных алкогольных напитков.
В 2004 году приобрела компанию «Anykščių vynas».
Оборот компании в 2005 году составил 119 млн. литов (34,5 млн. евро).